# Касмала
Касмала́ — река в Алтайском крае, левый приток Оби.
Берёт своё начало на заболоченном водоразделе к югу от села Подстепное Ребрихинского района. Впадает в протоку Оби — Тихую в Павловском районе Алтайского края. Длина реки 119 км, площадь водосбора 2550 км².
Водосбор равнинный, на Приобском плато. Долина расположена в ложбине древнего стока, в Касмалинском ленточном бору. Пойма аккумулирует значительную часть талых вод. Касмала зарегулирована двумя водохранилищами — в селе Ребриха (объем около 1 млн м³) и в селе Павловск (2 млн м³), которые используются для рыборазведения, орошения, отдыха населения.
Половодье начинается с начала апреля и длится до середины-конца мая. Максимальный подъём уровня воды 2-3,5 м, увеличивается от истока к устью. Дождевые паводки редки и незначительны. Летом в верховье (до села Ребриха) Касмала пересыхает, зимой в верхнем и среднем течении перемерзает, наледи до 2 м. Ледостав от начала ноября до середины апреля, толщина льда 1—1,2 м.
Южнее истока у села Кадниково Мамонтовского района Алтайского края берёт начало другая река Касмала (южная, текущая в противоположную сторону от первой). Она проходит по Касмалинскому ленточному бору через озеро Большое Островное и впадает в озеро Горькое на территории этого же района. Общая длина 49 км, без озёр — 32 км.

## Притоки
- 11 км: Чернопятовка (пр)
- 32 км: Фунтовка (пр)
- 47 км: Петров Лог (лв)
- Чупениха (пр)
- 50 км: Рогозиха (лв)
- 60 км: Поперечная (пр)
- 67 км: Плещиха (пр)
- 68 км: Боровлянка (лв)
- 72 км: Верхняя Речка (пр)
- 83 км: Трубачиха (пр)
- 86 км: Барсучиха (лв)
- 91 км: Ребриха (лв)
- 102 км: Калманка (лв)

## Данные водного реестра
По данным государственного водного реестра России относится к Верхнеобскому бассейновому округу, водохозяйственный участок реки — Обь от города Барнаул до Новосибирского гидроузла, без реки Чумыш, речной подбассейн реки — бассейны притоков (Верхней) Оби до впадения Томи. Речной бассейн реки — (Верхняя) Обь до впадения Иртыша.